# Węzławiec walcowaty
Węzławiec walcowaty (Strongylosoma stigmatosum) – gatunek dwuparca z rzędu węzławców i rodziny węzławcowatych.
Gatunek ten opisany został po raz pierwszy w 1830 przez Karla Eichwalda. Zalicza się doń dwa podgatunki:
- Strongylosoma stigmatosum stigmatosum (Eichwald, 1830)
- Strongylosoma stigmatosum balcanicum (Schubart, 1934)

Węzławiec ten zasiedla lasy liściaste i mieszane, ale bywa też spotykany w parkach czy ruinach. Występuje w Europie Wschodniej, na północ sięgając Łotwy i europejskiej części Rosji, przy czym podgatunek S. s. balcanicum jest endemiczny dla Bułgarii. W Polsce węzławiec walcowaty rozprzestrzeniony jest na terenie całego kraju z wyjątkiem wysokich gór, a najpospolitszy w części południowej.